# Tracie Ruiz
Tracie Lehuanani Ruiz, nach Heirat Tracie Ruiz-Conforto,  (* 4. Februar 1963 in Honolulu) ist eine ehemalige Synchronschwimmerin aus den Vereinigten Staaten. Sie gewann bei Olympischen Spielen zwei Goldmedaillen und eine Silbermedaille sowie bei Weltmeisterschaften eine Goldmedaille und zwei Silbermedaillen.

## Karriere
Tracie Ruiz betrieb ab 1973 Synchronschwimmen als Wettkampfsport. Ihre erste internationale Medaille gewann sie bei den Panamerikanischen Spielen 1979 in San Juan, als sie mit der Mannschaft aus den Vereinigten Staaten die Teamwertung gewann. 1982 bei den Weltmeisterschaften in Guayaquil gewann Ruiz den Einzelwettbewerb vor der Kanadierin Kelly Kryczka. Im Duett siegten Kelly Kryczka und Sharon Hambrook vor Tracie Ruiz und Candy Costie. Auch in der Mannschaftswertung erhielt das Team aus den Vereinigten Staaten die Silbermedaille hinter den Kanadierinnen. 1983 bei den Panamerikanischen Spielen in Caracas siegte Ruiz im Einzel vor Sharon Hambrook. Im Duett erhielten Ruiz und Costie die Goldmedaille vor den kanadischen Schwestern Penny und Vicky Vilagos. Die Kanadierinnen gewannen den Mannschaftswettbewerb vor dem US-Team. Bei der olympischen Premiere des Synchronschwimmens 1984 in Los Angeles lag Ruiz in der Qualifikation des Einzels mit fast drei Punkten Vorsprung vor der Kanadierin Carolyn Waldo, im Finale waren es etwas mehr als drei Punkte, während die Drittplatzierte 8,65 Punkte hinter Waldo lag. Im Duett-Finale betrug der Vorsprung von Tracie Ruiz und Candy Costie auf Kelly Kryczka und Sharon Hambrook 1,35 Punkte.
Nach den Olympischen Spielen 1984 trat Tracie Ruiz zurück und heiratete. Bei den Panamerikanischen Spielen 1987 in Indianapolis war Tracie Ruiz-Conforto wieder dabei und gewann den Einzelwettbewerb vor Sylvie Fréchette aus Kanada. Bei den Olympischen Spielen 1988 in Seoul erreichte Tracie Ruiz-Conforto in allen Runden den zweiten Platz hinter Carolyn Waldo und erhielt die Silbermedaille.
Tracie Ruiz gewann im Lauf ihrer Karriere sechs Meistertitel der Vereinigten Staaten im Einzel und vier Meistertitel im Duett. Die Absolventin der University of Arizona ist die Mutter des Baseballspielers Michael Conforto.
1993 wurde Tracie Ruiz in die International Swimming Hall of Fame (ISHOF) aufgenommen.